# Hongde
Hongde är en köping i nordvästra Kina. Den ligger i Huan härad i Qingyang i provinsen Gansu, omkring 310 kilometer öster om provinshuvudstaden Lanzhou. Antalet invånare är 21 015. Befolkningen består av 10 347 kvinnor och 10 668 män. Barn under 15 år utgör 21,0 %, vuxna 15-64 år 71 %, och äldre över 65 år 7,0 %.